# 霍斯季維采

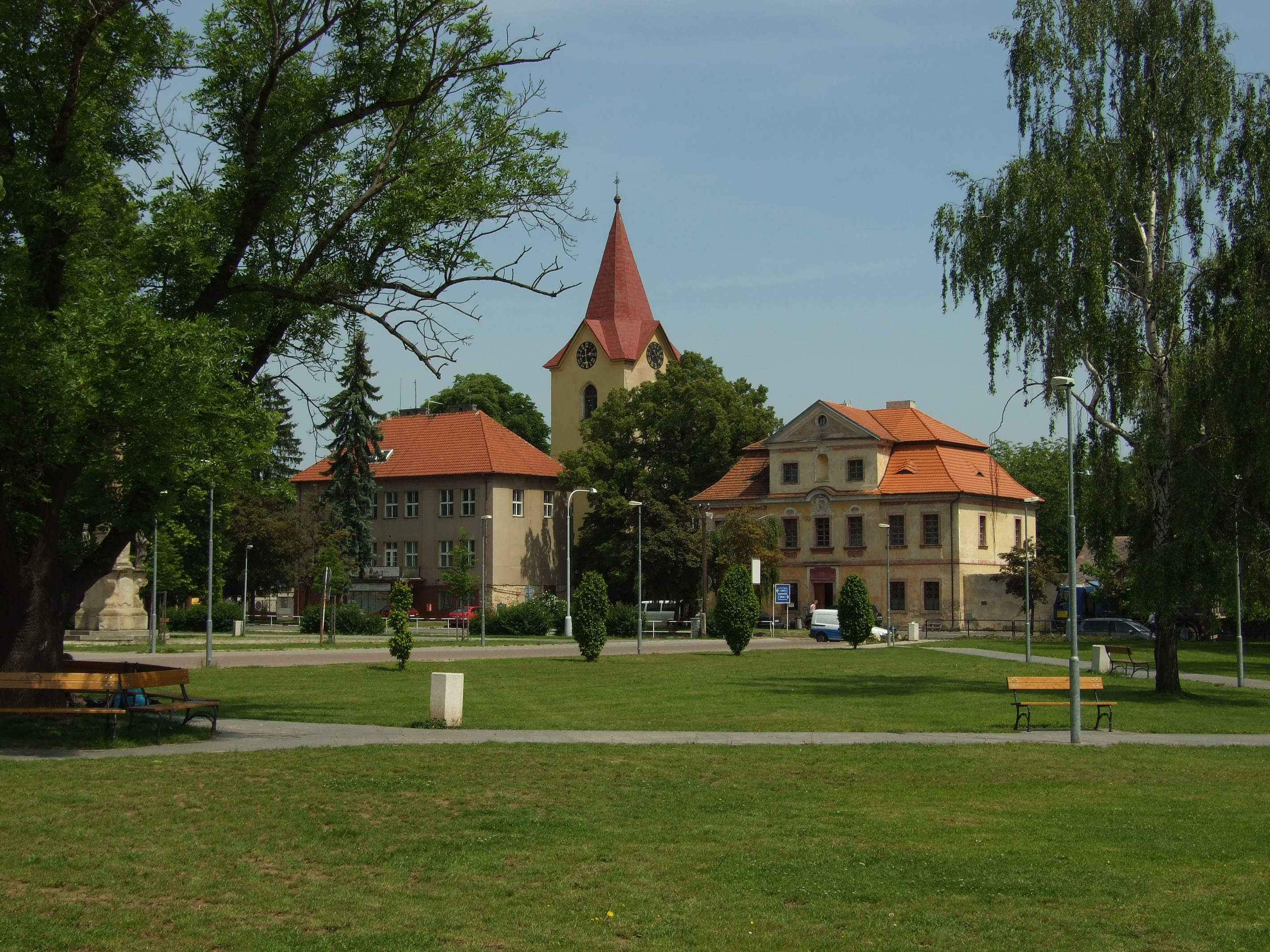

霍斯季維采是捷克的城鎮，位於該國西北部，距離首都布拉格約4公里，由中波希米亞州負責管轄，面積14.47平方公里，海拔高度341米，2011年人口7,436。

## 外部連結
- www.hostivice.cz Official website （页面存档备份，存于）